# Abbejevo število
Abbejevo število (ali tudi V-število) prozorne snovi je v fiziki in optiki brezrazsežno število, ki določa njeno disperzijo in je različica lomnega količnika z valovno dolžino:
{\displaystyle V={\frac {n_{\rm {D}}-1}{n_{\rm {F}}-n_{\rm {C}}}}\!\,,}
kjer so {\displaystyle n_{\rm {D}}\,}, {\displaystyle n_{\rm {F}}\,} in {\displaystyle n_{\rm {C}}\,} lomni količniki snovi pri valovnih dolžinah Fraunhoferjevih absorpcijskih spektralnih črtah D-, F- in C- (589,2 nm, 486,1 nm in 656,3 nm). Snovi z nizko disperzijo imajo veliko Abbejevo število {\displaystyle V\,}.
Število se imenuje po Ernestu Karlu Abbeju, ki ga je vpeljal.
S številom razvrščajo stekla. »Kristalna« stekla imajo {\displaystyle V<50\,}, »kronska« stekla pa {\displaystyle V>50\,}. Običajne vrednosti {\displaystyle V\,} so od 20 za zelo gosta kristalna stekla do 60 za zelo lahka kronska stekla. Abbejeva števila so uporabna za disperzijo vidne svetlobe. Za druge valovne dolžine ali za še točnejše namene uporabijo skupinsko hitrost disperzije, ki se v splošnem razlikuje od fazne hitrosti in s katero potuje energija v prozorni snovi v elektromagnetnem valovanju.
Abbejev diagram prikazuje odvisnost Abbejevega števila {\displaystyle V\,} snovi od njenega lomnega količnika {\displaystyle n_{\rm {d}}\,}. Stekla se lahko na ta način kategorizirajo na podlagi njihove sestave in lege v diagramu. To je lahko črkovno-številčna koda, kot jo rabi Schottov katalog, ali pa šestmestna številčna mednarodna koda stekla.
Z Abbejevimi števili se lahko izračunajo potrebne goriščne razdalje akromatičnih dvojničnih leč za zmanjšanje kromatične aberacije.
Naslednja razpredelnica prikazuje standardne valovne dolžine pri katerih je po navadi določen ustrezni {\displaystyle n\,} z označenimi spodnjimi indeksi. {\displaystyle n_{\rm {D}}\,} se na primer meri pri valovni dolžini 589,3 nm:
| λ [nm]  | Fraunhoferjev simbol | svetlobni vir | barva     |
| ------- | -------------------- | ------------- | --------- |
| 365,01  | i                    | Hg            | UV        |
| 404,66  | h                    | Hg            | vijolična |
| 435,84  | g                    | Hg            | modra     |
| 479,99  | F'                   | Cd            | modra     |
| 486,13  | F                    | H             | modra     |
| 546,07  | e                    | Hg            | zelena    |
| 587,56  | d                    | He            | rumena    |
| 589,3   | D                    | Na            | rumena    |
| 643,85  | C'                   | Cd            | rdeča     |
| 656,27  | C                    | H             | rdeča     |
| 706,52  | r                    | He            | rdeča     |
| 768,2   | A'                   | K             | IR        |
| 852.11  | s                    | Cs            | IR        |
| 1013,98 | t                    | Hg            | IR        |